# Žejinci
Žejinci is een plaats in de gemeente Luka in de Kroatische provincie Zagreb. De plaats telt 412 inwoners (2001).